# Sangemini

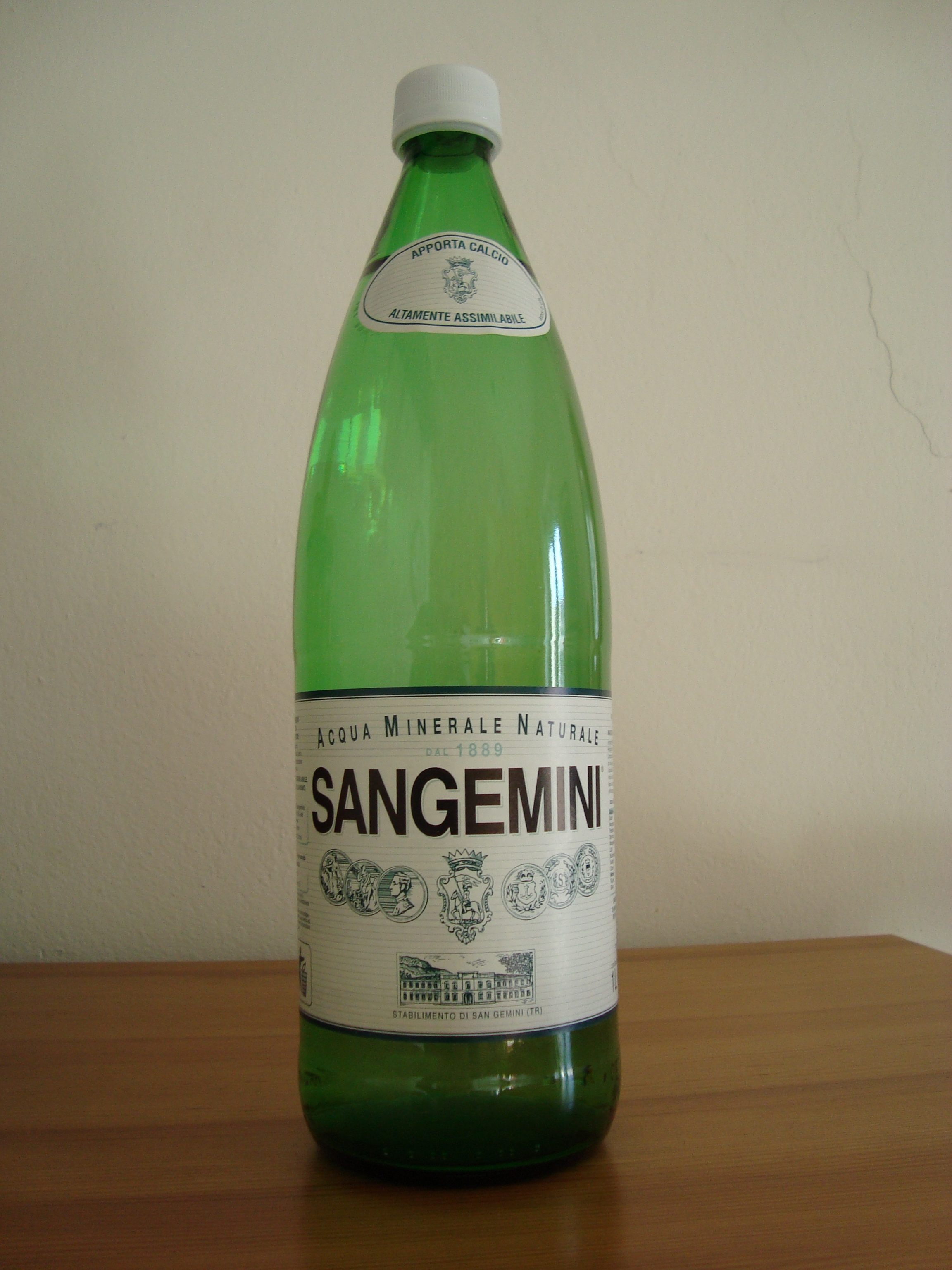
Une bouteille de Sangemini

Sangemini est une marque italienne d'eau minérale naturelle fondée en 1889 dans la ville de San Gemini dans la province de Terni.

## Historique
La société d'eau minérale a été fondée en 1889 par les établissements thermaux de la ville de San Gemini.

## Propriétés et composition analytique
Au 23 octobre 2002 :
- Température de l'eau à la source : 16,1 °C ;
- Conductibilité électrique spécifique à 20 °C : 1 513 μS/cm ;
- Résidu sec à 180 °C : 988 mg/l.
- pH de l'eau à la source : 6,41
- Oxydabilité : 0,12 mg/l
- Anhydride carbonique à la source (effervescence naturelle) : 815 mg/l

Substances dissoutes dans un litre d'eau (exprimées en mg/l), au 23 octobre 2002 :
- Ion Calcium 325,10
- Ion Hydrogénocarbonate 1021,0
- Ion Sulfate 55,20
- Ion Chlorure 16,3
- Ion Magnésium 15,23
- Ion Sodium 19,60
- Silice 21,0
- Ion Strontium 1,5
- Ion Manganèse 0,06
- Ion Potassium 3,79
- Ion Nitrate 0,76
- Ion Lithium <0,05
- Fluorures <0,20